# Sherwin Leo George
Sherwin Leo George (La Plaine, 16 febbraio 1983) è un calciatore dominicense, attaccante dell'Unique Tropical.

## Carriera

### Club
Nel 2004 ha firmato un contratto con il Sagicor South East United, club in cui ha militato per quattordici stagioni e con cui ha vinto nel 2007 il Campionato dominicense. Nel 2018 si è trasferito all'Unique Tropical.

### Nazionale
Ha debuttato in Nazionale il 31 gennaio 2004, nell'amichevole Dominica-Isole Vergini Americane (5-0), gara in cui ha siglato la rete del definitivo 5-0 al minuto 90. Ha collezionato in totale, con la maglia della Nazionale, 16 presenze e una rete.

## Statistiche

### Cronologia presenze e reti in Nazionale
| Cronologia completa delle presenze e delle reti in nazionale ― Dominica | Cronologia completa delle presenze e delle reti in nazionale ― Dominica | Cronologia completa delle presenze e delle reti in nazionale ― Dominica | Cronologia completa delle presenze e delle reti in nazionale ― Dominica | Cronologia completa delle presenze e delle reti in nazionale ― Dominica | Cronologia completa delle presenze e delle reti in nazionale ― Dominica | Cronologia completa delle presenze e delle reti in nazionale ― Dominica | Cronologia completa delle presenze e delle reti in nazionale ― Dominica |
| Data                                                                    | Città                                                                   | In casa                                                                 | Risultato                                                               | Ospiti                                                                  | Competizione                                                            | Reti                                                                    | Note                                                                    |
| ----------------------------------------------------------------------- | ----------------------------------------------------------------------- | ----------------------------------------------------------------------- | ----------------------------------------------------------------------- | ----------------------------------------------------------------------- | ----------------------------------------------------------------------- | ----------------------------------------------------------------------- | ----------------------------------------------------------------------- |
| 31-01-2004                                                              | Spanish Town                                                            | Dominica                                                                | 5 – 0                                                                   | Isole Vergini Americane                                                 | Amichevole                                                              | 1                                                                       | 90’                                                                     |
| 01-02-2004                                                              | Road Town                                                               | Isole Vergini Britanniche                                               | 1 – 2                                                                   | Dominica                                                                | Amichevole                                                              | -                                                                       | 84’                                                                     |
| 26-03-2004                                                              | Nassau                                                                  | Bahamas                                                                 | 1 – 1                                                                   | Dominica                                                                | Qual. Mondiali 2006                                                     | -                                                                       | 78’                                                                     |
| 28-03-2004                                                              | Nassau                                                                  | Bahamas                                                                 | 1 – 3                                                                   | Dominica                                                                | Qual. Mondiali 2006                                                     | -                                                                       | 28’                                                                     |
| 19-06-2004                                                              | San Antonio                                                             | Dominica                                                                | 0 – 10                                                                  | Messico                                                                 | Qual. Mondiali 2006                                                     | -                                                                       | 31’                                                                     |
| 27-06-2004                                                              | Aguascalientes                                                          | Messico                                                                 | 8 – 0                                                                   | Dominica                                                                | Qual. Mondiali 2006                                                     | -                                                                       |                                                                         |
| 10-11-2004                                                              | Fort-de-France                                                          | Martinica                                                               | 5 – 1                                                                   | Dominica                                                                | Qual. Gold Cup 2005                                                     | -                                                                       |                                                                         |
| 12-11-2004                                                              | Rivière-Pilote                                                          | Dominica                                                                | 0 – 7                                                                   | Guadalupa                                                               | Qual. Gold Cup 2005                                                     | -                                                                       |                                                                         |
| 14-11-2004                                                              | Fort-de-France                                                          | Dominica                                                                | 0 – 4                                                                   | Guyana francese                                                         | Qual. Gold Cup 2005                                                     | -                                                                       | 35’                                                                     |
| 02-10-2005                                                              | Georgetown                                                              | Guyana                                                                  | 3 – 0                                                                   | Dominica                                                                | Amichevole                                                              | -                                                                       |                                                                         |
| 20-09-2006                                                              | Les Abymes                                                              | Martinica                                                               | 4 – 0                                                                   | Dominica                                                                | Qual. Gold Cup 2007                                                     | -                                                                       |                                                                         |
| 22-09-2006                                                              | Les Abymes                                                              | Guadalupa                                                               | 1 – 0                                                                   | Dominica                                                                | Qual. Gold Cup 2007                                                     | -                                                                       |                                                                         |
| 24-09-2006                                                              | Les Abymes                                                              | Saint-Martin                                                            | 0 – 0                                                                   | Dominica                                                                | Qual. Gold Cup 2007                                                     | -                                                                       |                                                                         |
| 26-03-2008                                                              | Fontabelle                                                              | Barbados                                                                | 1 – 0                                                                   | Dominica                                                                | Qual. Mondiali 2010                                                     | -                                                                       | 71’                                                                     |
| 25-09-2010                                                              | Bridgetown                                                              | Barbados                                                                | 0 – 2                                                                   | Dominica                                                                | Amichevole                                                              | -                                                                       | 85’                                                                     |
| 26-09-2010                                                              | Bridgetown                                                              | Barbados                                                                | 1 – 3                                                                   | Dominica                                                                | Amichevole                                                              | -                                                                       | 50’                                                                     |
| Totale                                                                  |                                                                         | Presenze                                                                | 16                                                                      |                                                                         | Reti                                                                    | 1                                                                       |                                                                         |

## Palmarès

### Club

#### Competizioni nazionali
- Dominica Premiere League: 1

Sagicor South East United: 2007